# آمبالاوولو
آمبالاوولو (به لاتین: Ambalavolo) یک منطقهٔ مسکونی در ماداگاسکار است که در واتومندری واقع شده‌است. آمبالاوولو ۱۰٬۲۰۴ نفر جمعیت دارد و ۲۷ متر بالاتر از سطح دریا واقع شده‌است.